# Bogumił Kuś
Bogumił Kuś (ur. 10 czerwca 1957 w Grabinie) – polski lekkoatleta, długodystansowiec, trener.

## Osiągnięcia
Startował w finale Pucharu Europy w 1983 w Londynie, gdzie zajął 7. miejsce w biegu na 10 000 metrów.
Był mistrzem Polski na 10 000 m w 1981, 1982 i 1983 oraz wicemistrzem w 1984, mistrzem Polski w biegu przełajowym w 1983 i 1984 oraz wicemistrzem w 1982, a także mistrzem w biegu maratońskim w 1987.
21 kwietnia 1985 w Londynie ustanowił rekord Polski w maratonie wynikiem 2.11:43 s..
W latach 1981–1984 startował w pięciu meczach reprezentacji Polski w biegach na 3000 m, 5000 m i 10 000 m, odnosząc 1 zwycięstwo indywidualne. Był zawodnikiem Oleśniczanki.
W latach 2021 -2022 trener biegów długodystansowych w LKS Victoria Olesno

## Rekordy życiowe
- bieg na 1000 metrów – 2:26,2 s. (13 maja 1978, Warszawa)[5]
- bieg na 1500 metrów – 3:42,97 s. (19 sierpnia 1982, Sopot)[5][6]
- bieg na 3000 metrów – 7:55,8 s. (8 sierpnia 1982, Sopot)[5][7]
- bieg na 5000 metrów – 13:44,69 s. (23 maja 1984, Ostrawa)[5][8]
- bieg na 10 000 metrów – 28:26,92 s. (9 czerwca 1984, Soczi)[5][9] – 8. wynik w historii polskiej lekkoatletyki[10]
- bieg maratoński – 2.11:43 s. (21 kwietnia 1985, Londyn)[5][11]